# Johann Kaspar Lavater
Johann Kaspar Lavater (Zúric, 1741 — 1801) va ser un escriptor i pensador suís.
Va ser un pastor evangèlic, pròxim a Johann Gottfried Herder i Johann Wolfgang von Goethe. És un dels màxims exponents de la pseudociència coneguda com a fisiognomia, que associa caràcters físics als comportaments de les persones. Sobres aquesta va escriure Physiognomische Fragmente zur Beförderung der Menschenkenntnis und Menschenliebe (‘Fragments fisiognomònics per a un increment del coneixement i de l'amor humans', 1775-78). Va crear també himnes patriòtics com Schweizerlieder ("La cançó dels suïssos") (1767) que es van fer molt populars.